# Globally Harmonised System of Classification and Labelling of Chemicals
Globally Harmonised System of Classification and Labelling of Chemicals (afgekort tot GHS) is de wijze van indeling, kenmerking en etikettering van chemische stoffen en preparaten. Het systeem is ontwikkeld binnen de Verenigde Naties en is gebaseerd op bestaande systemen uit verschillende delen van de wereld. Het werk eraan begon in 1992 en resulteerde uiteindelijk in een overeenkomst, het zogenaamde Purple Book. Op de wereldtop over duurzame ontwikkeling in Johannesburg (2002) werd afgesproken dat het systeem zo spoedig mogelijk zou ingevoerd worden zodat het in 2008 operationeel zou zijn; dat bleek later echter te optimistisch. Begin 2008 hadden alleen Mauritius, Japan en Nieuw-Zeeland het GHS al ingevoerd. Begin 2009 maakte de Europese Unie een aanvang met de invoering van GHS.

## Het GHS in vogelvlucht
De motivatie om te komen tot een internationaal eenduidig systeem is logisch; immers de verschillen per land in de aanduidingen en informatie met betrekking tot gevaarlijke stoffen waren soms erg groot; eenzelfde stof kon in één land als "giftig" aangemerkt zijn en in een ander land niet als een gevaarlijke stof beschouwd worden. Ook in de veiligheidsinformatiebladen leidde dit tot onduidelijkheden; bedrijven moesten verschillende veiligheidsinformatiebladen maken voor verschillende delen van de wereld.
Het invoeren van een globaal geharmoniseerd systeem - GHS - moet deze hinderpalen voor de wereldhandel uit de weg ruimen. Nochtans blijven de specifieke symbolen voor het vervoer van gevaarlijke stoffen uit het ADR naast het GHS bestaan.

## Klassen en categorieën
Naargelang de gevaren ervan wordt een stof of mengsel van stoffen ingedeeld in één of meer gevarenklassen. Er zijn drie soorten gevarenklassen:
- Fysische gevaren (bv. ontplofbaar, ontvlambaar, oxiderend);
- Gevaren voor de gezondheid (bv. giftig, kankerverwekkend):
- Gevaren voor het milieu (bv. giftig voor waterorganismen).

De klassen zijn op hun beurt onderverdeeld in één of meer categorieën, naargelang de grootte of ernst van het gevaar.
Deze indeling is complexer dan deze die in de bestaande Europese reglementering gebruikt wordt. Ook zijn de criteria voor de indeling van stoffen in een bepaalde klasse of categorie niet altijd gelijk aan de Europese criteria; voor de indeling van een stof naar giftigheid gebruikt GHS bv. andere grenzen voor de LD50-waarden. Daardoor zullen sommige stoffen een andere indeling en etikettering krijgen in GHS.

## GHS-etikettering
Een GHS-etiket bevat volgende elementen:
- een of meer pictogrammen of gevaarsymbolen (zie hieronder), in functie van de gevarenklasse;
- een signaalwoord (signal word) ("gevaar" of "waarschuwing", naargelang de gevarencategorie van de stof)
- een of meer gevarenaanduidingen (hazard statements, "H-zinnen" of gevaarszinnen), die de rol van de R-zinnen overnemen, en de risico's van de stof beschrijven in relatie tot de gevarenklasse en -categorie;
- een of meer veiligheidsaanbevelingen (precautionary statements, "P-zinnen" of voorzorgsmaatregelen), die de S-zinnen vervangen, en veiligheidsvoorschriften geven voor het omgaan met de stof. Er zijn vijf soorten veiligheidsaanbevelingen: algemene zinnen, en zinnen m.b.t. preventie, respons, opslag en afval. Hiervoor kunnen ook pictogrammen gebruikt worden.

Het GHS geeft per klasse en categorie aan, welk symbool, signaalwoord, gevarenaanduidingen en veiligheidsaanbevelingen op een etiket moeten voorkomen. Een overzicht is opgenomen in bijlagen 2 en 3 bij het GHS.
Zie de lijst van H- en P-zinnen voor een overzicht van de H- en P-zinnen in de EU-implementatie van GHS.

## GHS-symbolen
De GHS-symbolen staan in een witte ruit met een rode rand. Ze zijn grotendeels dezelfde als de vroegere rode gevaarsymbolen (WMS-etikettering), met uitzondering van de symbolen voor houder onder druk (een gasfles) en gezondheidsgevaar op lange termijn (een stralende borstkas) - waarbij het kan gaan om kankerverwekkende, mutagene, reprotoxische of sensibiliserende effecten. Ook is het andreaskruis (voor schadelijke stoffen) vervangen door een uitroepteken.

GHS01 - Explosief
GHS02 - Ontvlambaar
GHS03 - Brand bevorderend (oxiderend)
GHS04 - Houder onder druk
GHS05 - Corrosief (Bijtend)
GHS06 - Toxisch (Giftig)
GHS07 - Schadelijk
GHS08 - Schadelijk voor de gezondheid op lange termijn
GHS09 - Milieugevaarlijk

## Implementatie in deEuropese Unie
In de voorbereiding van een Europese reglementering voor de invoering van GHS, liep er in de periode van 21 augustus 2006 tot 21 oktober 2006 een internetconsultatie; tevens was vanaf de start van deze consultatie een draftversie van regelgeving beschikbaar waarin de aansluiting c.q. omzetting naar EU-regelgeving was opgenomen.
Op 27 juni 2007 nam de Europese Commissie dan een voorstel aan voor de verordening (EG) Nr. 1272/2008 over de indeling, etikettering en verpakking van stoffen en mengsels (in het Engels Classification Labelling and Packaging, CLP), die de invoering van GHS in de Europese Unie moest regelen. Het Europese Parlement nam de tekst van de CLP-verordening aan op 3 september 2008, en de Raad van de Europese Unie keurde ze goed op 28 november 2008. Op 16 december 2008 werd ze ondertekend door de Europese Commissie; ze kreeg als titel Verordening (EG) nr. 1272/2008 betreffende de indeling, etikettering en verpakking van stoffen en mengsels, en ze werd gepubliceerd op 31 december 2008. Omdat het een verordening is, is ze rechtstreeks van toepassing in de lidstaten van de Europese Unie, vanaf de twintigste dag na publicatie; ze moet niet omgezet worden in nationale regelgeving.
De invoering van GHS in de EU zal gefaseerd gebeuren:
- voor zuivere stoffen werd het voormalige systeem behouden tot 1 december 2010. Voor mengsels en preparaten (waaronder ook huishoudchemicaliën) werd het behouden tot 1 juni 2015. Het GHS-etiket mocht al wel eerder op vrijwillige basis worden gebruikt.
- tussen 1 december 2010 en 1 juni 2015 werden stoffen ingedeeld volgens beide systemen, maar was het GHS-etiket verplicht.
- op 1 juni 2015 verviel het voormalige systeem van indeling en etikettering en was enkel het GHS geldig.